# Josep Mullerat i Soldevila
Josep Mullerat i Soldevila (Arbeca, Garrigues, 1888 - Tarragona 1958) fou un advocat i polític català, alcalde de Tarragona i diputat a les Corts Espanyoles durant la Segona República.

## Biografia
Germà de Marià Mullerat i Soldevila, metge, alcalde d'Arbeca i director del quinzenari "L'Escut", assassinat durant la guerra civil espanyola; de Joan Mullerat i Soldevila, metge a Santa Coloma de Queralt; i de Ricard Mullerat i Soldevila, empresari de la construcció a Santa Coloma de Queralt.
D'ideologia conservadora, fou alcalde de Tarragona el 1923 (del gener a l'octubre, durant el regnat d'Alfons XIII i en l'inici de la dictadura de Primo de Rivera) i regidor entre 1931 i 1934. Militant de la Lliga Regionalista i després de la Lliga Catalana. Fou diputat per la província de Tarragona a les eleccions generals espanyoles de 1933.